# نيل تشيري
نيل تشيري (بالإنجليزية: Neil Cherry)‏ هو فيزيائي نيوزيلندي، ولد في 29 سبتمبر 1946، وتوفي في 24 مايو 2003 بسبب تصلب جانبي ضموري.